# Gail Emms
Gail Elizabeth Emms (Hitchin (Hertfordshire), 23 juli 1977) is een Engelse badmintonspeelster, die vooral uitblinkt in het dubbelspel.
Emms begon met het spelen van badminton toen zij vier jaar oud was, en werd in 1995 voor het eerst opgeroepen om Engeland in internationale wedstrijden te vertegenwoordigen. Sindsdien is ze niet meer uit de nationale selecties van het Britse en/of Engelse badmintonteam weg te denken. Haar moeder kwam eveneens voor Engeland uit tijdens het Wereldkampioenschap vrouwenvoetbal 1971.
Tijdens de Gemenebestspelen 2002 in Manchester viel ze voor het eerst in de internationale medailles toen ze samen met haar damesdubbelpartner Joanne Goode de bronzen medaille wist te winnen. Tijdens diezelfde Gemenebestspelen eindigde ze met het Engelse gemiste team op de eerste plaats en veroverde daarmee ook de gouden medaille.
Emms bereikte samen met haar vaste partner in het mixed-dubbel Nathan Robertson de finale van de Europese kampioenschappen badminton 2004 in Genève, waarin uiteindelijk verloren werd, maar wel de zilveren medaille mee naar huis werd genomen. In datzelfde jaar nam Emms deel aan de Olympische Zomerspelen 2004 in Athene. In het damesdubbel kwam ze samen met haar partner Donna Kellogg tot de laatste 16, maar werden daarin uitgeschakeld door het Chinese koppel Tingting Zhao en Yili Wei. Met Robertson in de mixed-dubbel ging het haar een stuk beter af. Nadat ze in de eerste ronde een bye hadden, bereikten ze de kwartfinale, waarin ze het Chinese koppel Qiqiu Chen en Tingting Zhoa versloegen. In de halve finale waren ze te sterk voor de Denen Jonas Rasmussen en Rikke Olsen, waardoor de finale werd bereikt. De finale werd verloren van een ander Chinees koppel, Jun Zhang en Ling Gao, maar het olympisch zilver was behaald.
Emms en Robertson bleven samen spelen en ontwikkelden zich verder, waardoor ze in het begin van 2006 de eerste plaats op de wereldranglijst in namen. Met die status vertrokken ze naar Melbourne om aldaar deel te nemen aan de Gemenebestspelen 2006, waar ze de absolute favorieten waren.
Allereerst deden ze als duo mee in het mixed-team van Engeland en wonnen daarin al hun confrontaties, maar moesten uiteindelijk genoegen nemen met het zilver, omdat het team van Maleisië in de andere wedstrijden tegen de Engelse badmintonners te sterk was.
Na afloop van de teamwedstrijden begonnen de individuele en dubbelcombinatie wedstrijden, waarin Emms zoals gezegd in het mixed-dubbel uitkwam met Robertson en in het damesdubbel speelde ze met Donna Kellogg. Emms en Kellogg bereikten de halve finale, waarin ze uiteindelijk het onderspit dolven tegen Yanmei Jiang en Yujia Li uit Singapore. In de wedstrijd om het brons tegen de andere verliezers Trupti Murgunde en Saina Nehwal uit India werd wel gewonnen. Emms en Robertson kenden geen enkele problemen tot aan de halve finale waarin ze uitkwamen tegen het Singaporese duo Hendri Kurniawan Saputra en Yujia Li. Tegen dit duo werd voor het eerst in het toernooi een set afgestaan, maar werd er uiteindelijk wel gewonnen en werd de finale bereikt. Daarin kwamen ze uit tegen Dan Shirley en Sara Runesten Petersen uit Nieuw-Zeeland. Dit keer hoefden ze geen set af te staan en werd het goud gewonnen.
Een maand later werd Emms met Robertson al vroegtijdig uitgeschakeld in de mix dubbel tijdens de Europese kampioenschappen badminton 2006. Toch viel ze ook hier tot tweemaal toe in de prijzen. Met het landenteam werd achter Denemarken, dat het goud won, en Nederland de bronzen medaille gewonnen. In het damesdubbel was Emms actief met Donna Kellogg en waren daarin goed voor de gouden medaille en de Europese titel.
| Logo van de Olympische Spelen | Goud | Zilver | Brons | Logo van de Olympische Spelen |
|                               | 0    | 1      | 0     |                               |
| Gemenebestspelen              | Goud | Zilver | Brons | Gemenebestspelen              |
|                               | 2    | 1      | 2     |                               |